# Awonawilona
Awonawilona var i Zuniindianernas kosmogoni de ursprungliga andar som skapade världen utifrån sitt eget väsen. 
Awonawilona startade en stegvis process när de först skapade den kvinnliga jorden och den manliga himlen, som i sin tur parade sig för att till slut ge upphov till de första människorna.